# Selección de baloncesto 3×3 de Letonia
La selección de baloncesto 3x3 de Letonia es el combinado que representa a Letonia en las competiciones internacionales de la modalidad de baloncesto 3×3 masculino. Obtuvo la medalla de oro en los Juegos Olímpicos de Tokio 2020 y también ha obtenido otras en la Copa Mundial de Baloncesto 3x3 (plata en 2019), en los Juegos Europeos (plata en 2019) y en la Copa de Europa de Baloncesto 3x3 (oro en 2017 y plata en 2018 y 2022).

## Medallero histórico
| Competición      | Oro | Plata | Bronce | Total |
| ---------------- | --- | ----- | ------ | ----- |
| Juegos Olímpicos | 1   | 0     | 0      | 1     |
| Copa Mundial     | 0   | 1     | 0      | 1     |
| Copa de Europa   | 1   | 2     | 0      | 3     |
| Juegos Europeos  | 0   | 1     | 0      | 1     |
| Total            | 2   | 4     | 0      | 6     |